# Presidents del Club Joventut Badalona

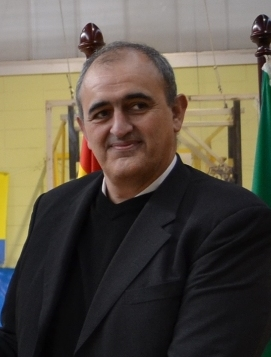
Juanan Morales, actual president del Joventut de Badalona

El Club Joventut Badalona va ser fundat el 30 de març de l'any 1930 per un grup de joves badalonins: Cuixart, Estruch, Massot, Lloret, Boada, Corominas, González i Grífol. Tot i que el pes fundacional va recaure sobre Miguel Lloret Subirana, el primer president del club segons l'acta fundacional va ser Màrius Cuixart Borbonet. Durant els primers anys, el càrrec de president va anar canviant amb freqüència. En el mes de juliol d'aquell any, Joaquim Massot va rellevar Cuixart al capdavant del club i, abans d'acabar l'any, Lluís Antoja en seria també president. Entre els anys 1931 i 1932 el president seria Francesc Padrós. L'any 1932, amb el canvi de denominació a "Centre Esportiu Badaloní", el president va ser en Xavier Estruch. En el mes de maig de 1934 Antoja va tornar a ser el president.
Després de la Guerra Civil espanyola es van presentar els nous estatuts adaptats a la nova realitat espanyola durant el franquisme, els quals no van ser acceptats fins al 1943, sent la seva junta rebutjada en diverses ocasions degut a "informes negatius" per idees catalanistes i per mostrar gran indiferència per la Causa. La Comissió Gestora, nomenada el 25 de maig de 1939, estava presidida per Joan Manchón Corchón. Prèciament, entre els anys 1936 i 1938, el president va ser en Miquel Xiol. Degut a aquest fet, es creu que el club va estar dirigit per l'esmentada comissió fins a tal data.
L'any 1944 la iniciativa del president Francesc Minguell va permetre al club gaudir d'una pista tancada amb vestuaris al Carrer de Latrilla. Les següents referències a la junta del Joventut les trobem l'any 1947, amb Frederic Ferrer al capdavant del club badaloní, i Xavier Estruch i Serrat com a vicepresident. L'any 1952, Estruch seria designat novament president del Joventut. Sota la seva presidència el club badaloní aconseguiria guanyar la Copa del Generalíssim a la final de Valladolid, disputada contra el Reial Madrid. Abans de finalitzar aquell mateix any, Estruch va cedir el càrrec de president a Antoni Viñallonga. Alfons Garcia i Francesc Corbeto podrien haver estat presidents abans del 25è aniversari, però no s'han trobat documents que ho acreditin.
Viñallonga en va ser president durant 10 anys, fins al 1962, rebent al final del seu mandat la medalla al Mèrit Esportiu de mans de Joan Antoni Samaranch.
Antoni Mas Vilalta, mà dreta de Viñallonga i que havia començat la seva vinculació al club com a directiu en els anys 50, va recollir el relleu al capdavant del club l'any 1962, i en va ser el president fins a l'any 78. Sota el seu mandat l'any 1966 es va fundar "Amics del Joventut", un grup de socis que actuaven com a mecenes de l'entitat badalonina. També va impulsar la construcció del pavelló Ausiàs March l'any 1972 i va crear l'Escola de Bàsquet l'any 1973. El seu mandat va viure un parèntesi la temporada 1966-67, en què Joan Walter i Casals va agafar les regnes de l'entitat. Just en aquesta temporada es va aconseguir la primera Lliga de la història del club.
En el mes de juliol de 1978 deixà la presidència, arribant al final del termini del període electoral sense cap candidatura. Poc abans d'haver de recórrer a una Junta gestora, el Sr. Mas va proposar per al càrrec a Josep Lleal, qui faria tàndem amb Joan Rosàs. Tots dos van dimitir al finalitzar la temporada 1979-80 degut a mala situació econòmica. En el mes de maig de 1980 es van presentar dues candidatures per presidir la Penya: la de Santiago March i la d'Antoni Barberà. El 14 de maig sortiria escollit l'exalcalde de Badalona, el qual romandria en el càrrec fins a la seva dimissió el 17 de maig de 1982, a penes dos anys després del seu nomenament. Després de la seva dimissió, Xavier Estruch va presidir la junta gestora que va dirigir el Joventut, fins que en el mes de juny del mateix any va sortir escollit Lluís Conesa.
Conesa, que va ser president des de 1982 fins a 1995, es va convertir el president més llorejat de la història del club. Durant el seu mandat es van obtenir diversos títols, d'entre els quals destaquen la Copa d'Europa de 1994, sent el primer club català a obtenir el màxim títol europeu. També es van guanay dues lligues, una copa Korac i dues Supercopes d'Espanya, entre altres títols. En acabar el darrer partit de la temporada 1994-95 Conesa va anunciar la dimissió en bloc de tot el Consell d'Administració, arrossegat per una mala situació tant deportiva, amb la pitjor classificació a la lliga fins a la data, com econòmica, amb un deute superior als 400 milions de pessetes. El 9 de maig de 1995 Jordi Parra agafava la presidència del club després de la dimissió de Lluís Conesa i de la seva directiva.
Un any després, un 3 de juny, sense haver pogut eixugar el deute i amb una crisi esportiva que es va agreujar amb un motí dels jugadors, Jordi Parra va haver de dimitir. Així doncs, aquell estiu de 1996 el Consell d'Administració va haver de tornar a triar president pel club entre les candidatures de Jordi Parra i Genís Llamas. El dia 2 de juliol els accionistes devien triar el nou president però un dia abans Parra va retirar la seva candidatura i Genis Llamas va ser triat nou president del club. Llamas havia estat prèviament vicepresident i màxim responsable econòmic de la directiva que va presidir Lluís Conesa.
A finals de 1999 Genis Llamas va presentar la dimissió per motius personals, i el 29 de novembre d'aquell any el consell d'administració va aprovar per unanimitat el nomenament de Jordi Villacampa com a president del club. Villacampa havia deixat de jugar el 28 d'abril de 1997, a penes dos anys abans, havent aconseguit un Campionat d'Europa de clubs, dues Copes Korac, dues Lligues ACB i set Lligues Catalanes. L'agost de 1999 havia entrat a la junta directiva de Genis Llamas com a vicepresident. Sota el seu mandat, el club va guanyar una Copa del Rei, una Copa ULEB, una Copa de la FIBA i tres Lligues Catalanes, a més que l'equip júnior del club va ser campió d'Europa el 2013.
Després de 18 anys al càrrec, Jordi Villacampa presentava en novembre de 2016 la seva dimissió irrevocable com a president, i el 25 d'abril de 2017 Juanan Morales va ser nomenat president en una junta general d'accionistes. Morales ja formava part de la directiva de l'entitat com a conseller de l'àrea esportiva, i passava a dirigir el club sense que s'hagués presentat cap altra alternativa. Abans de president, Juanan Morales va ser jugador del Joventut entre 1987 i 1995.
| Anys                    | President                       | Títols |   |
| ----------------------- | ------------------------------- | --- | - |
| març 1930 - juliol 1930 | Màrius Cuixart i Borbonet       | - |   |
| 1930                    | Joaquim Massot Busquets         | - |   |
| 1930 - 1931             | Lluís Antoja                    | - |   |
| 1931 - 1932             | Francesc Padrós                 | - |   |
| 1932                    | Xavier Estruch i Serrat         | |   |
| maig 1934 -             | Lluís Antoja                    | - |   |
| 1936-1938               | Miquel Xiol                     | - |   |
| 1939-1943(?)            | Joan Manchón Corchón            | - |   |
| ?                       | Josep Dalmau                    | - |   |
| 1943-1944(?)            | Francesc Minguell               | - |   |
| 1947-1948-(?)           | Frederic Ferrer                 | - 1 Copa del Generalíssim - 1 Campionat de Catalunya                                                                  |   |
| ?                       | Manuel Gombau                   | - |   |
| 1952                    | Xavier Estruch i Serrat         | - 1 Copa del Generalíssim - 2 Campionats de Catalunya                                                                 |   |
| 1952-1962               | Antoni Viñallonga               | - 2 Copes del Generalíssim - 2 Campionats de Catalunya                                                                |   |
| ?                       | Francesc Folquet                | - |   |
| 1962-66                 | Antoni Mas Vilalta              | - |   |
| 1966-67                 | Joan Walter i Casals            | - 1 Lliga espanyola                                                                                                   |   |
| 1967-78                 | Antoni Mas Vilalta              | - 1 Lliga espanyola - 1 Copa del Rei                                                                                  | - |
| 1978-1980               | Joan Rosàs                      | - |   |
| 1980-1982               | Santiago March Blanch           | - 1 Copa Korać |   |
| 1982 (junta gestora)    | Xavier Estruch i Serrat         | - |   |
| 1982-1995               | Lluís Conesa Espín              | - 1 Copa d'Europa - 1 Copa Korać - 2 Lligues ACB - 2 Supercopes d'Espanya - 3 Copes del Príncep - 6 Lligues catalanes |   |
| 1995-1996               | Jordi Parra Estévez             | - |   |
| 1996-1999               | Genís Llamas i Llobet           | - 1 Copa del Rei - 1 Lliga catalana                                                                                   |   |
| 1999-2017               | Jordi Villacampa i Amorós       | - 1 Copa ULEB - 1 Copa de la FIBA - 1 Copa del Rei - 3 Lligues catalanes                                              |   |
| 2017-actualitat         | Juan Antonio Morales Abrisqueta | |   |